# Potentilla kinabaluensis
Potentilla kinabaluensis är en rosväxtart som först beskrevs av Otto Stapf, och fick sitt nu gällande namn av Soják. Potentilla kinabaluensis ingår i Fingerörtssläktet som ingår i familjen rosväxter. Inga underarter finns listade i Catalogue of Life.